# John Holmes (Rugbyspieler)
John Holmes (* 21. März 1952 in Headingley; † 26. September 2009 in Leeds) war ein britischer Rugby-League-Spieler. Er ist Rekordspieler der Leeds Rhinos und wurde 1972 mit Großbritannien Weltmeister.

## Leben
Holmes ging erst in Burley, dann in Kirkstall zur Schule. Als Rugby-League-Spieler gewann er bereits in seiner Schulzeit mit den Kirkstall Boys seine erste Trophäe. Bei den Leeds Rhinos debütierte er 1968 im Spiel gegen Hunslet R.L.F.C., wobei er 23 Punkte erzielen konnte. Bis zu seinem Karriereende 1989 spielte er 625 Spiele für die Rhinos und erzielte dabei 1554 Punkte. Mit ihnen gewann er zweimal die Premiership (1975 und 1979), zweimal den Challenge Cup (1978 und 1979), siebenmal den Yorkshire Cup (1971, 1973, 1974, 1976, 1977, 1980 und 1981) und zweimal den League Cup (1973 und 1984). Die Lance Todd Trophy blieb ihm aber verwehrt. Viele behaupten, dass er sie im Challenge Cup Finale 1978 erhalten hätte, wenn die Stimmen nicht 10 Minuten vor dem Spielende abgegeben worden wären.
International trat Holmes 20-mal für die Britische und siebenmal für die Englische Rugby-League-Nationalmannschaft auf. 1972 gewann er als jüngster Spieler Großbritanniens die Rugby-League-Weltmeisterschaft, wobei er auch Topscorer war. 1975 und 1977 scheiterte er einmal mit England und einmal mit Großbritannien im Finale. 1989 beendete er seine Profikarriere. Zuletzt trainierte er die Reserve der Rhinos als Spielertrainer. Da Rugby League erst nach seinem Karriereende als Vollzeitbeschäftigung anerkannt wurde, war er hauptberuflich als Drucker tätig.
Im Juni 2009 wurde bei Holmes Nierenkrebs im Endstadium diagnostiziert, nachdem die Ärzte 18 Monate lang von einer Ischialgie ausgingen. Sie prophezeiten, dass er innerhalb der nächsten zwei Tage sterben würde. Entgegen der Prophezeiung verlor er erst am 26. September 2009 den Kampf gegen den Krebs. Zwischenzeitlich konnte er sogar ein zweites Mal heiraten.

## Posthume Ehrungen
Die Leeds Rhinos brachten ein limitiertes Trikot mit der Aufschrift „JOHN HOLMES. 625 APPEARANCES. 22 YEAR CAREER 1968–1990.“ heraus. Am 16. Juli 2010 trugen die Rhinos das Trikot im Spiel gegen die Huddersfield Giants. Ein Teil des Geldes das mit Verkauf des Trikots erwirtschaftet wurde, wurde für gute Zwecke im Rahmen der nationalen Krebsaufklärung gespendet. 2017 wurde er als einer der ersten in die Hall of Fame der Rhinos aufgenommen.

## Familie
Holmes wurde als drittes von vier Geschwistern geboren. Seine erste Frau Jenny und seine jüngere Schwester Barbara starben an Krebs. Bei seiner zweiten Frau Linda wurde ebenfalls Krebs diagnostiziert. Sein älterer Bruder Philip spielte Rugby League bei den Leeds Rhinos, Batley Bulldogs und Blackpool Borough.